# День благодарения (фильм)
«День благодарения» (англ. Thanksgiving) — американский слэшер режиссёра Элая Рота. Сюжет основан на его одноимённом шуточном трейлере из фильма «Грайндхаус». В главных ролях в фильме снялись Эддисон Рэй и Патрик Демпси. Права на распространение фильма принадлежат компании TriStar Pictures и Paramount Pictures. Премьера состоялась 17 ноября 2023 года.

## Сюжет
Сюжет фильма разворачивается в небольшом городке Плимут в Массачусетсе. Накануне Дня благодарения в городке объявляется таинственный незнакомец, совершающий серию кровавых убийств.

## В ролях
- Эддисон Рэй
- Патрик Демпси — шериф города
- Джален Томас Брукс
- Нелл Верлак
- Майло Манхейм
- Джина Гершон
- Тим Диллон
- Рик Хоффман
- Габриэль Девенпорт
- Томазо Санелли
- Дженна Уоррен

## Производство и премьера
После того, как режиссёр Элай Рот создал фальшивый трейлер фильма «День благодарения» для фильма «Грайндхаус» (2007), появились планы по созданию полнометражного фильма. В 2010 году Рот рассказал CinemaBlend, что пишет сценарий вместе с Джеффом Ренделлом, и что он надеется закончить его, как только закончит работу с прессой для фильма «Последнее изгнание дьявола». К августу 2012 года Джон Уоттс и Кристофер Д. Форд писали сценарий вместе с Ротом и Ренделлом. В июне 2016 года Рот сообщил на Reddit, что над сценарием ещё нужно поработать, чтобы фильм соответствовал трейлеру. В феврале 2019 года появились сообщения о том, что в следующем месяце Рот выступит режиссёром нераскрытого фильма ужасов для Miramax в Бостоне, штат Массачусетс. Bloody Disgusting предположил, что этот фильм может быть «Днём благодарения», но не смог полностью подтвердить эту информацию.
В январе 2023 года Deadline Hollywood сообщил, что продюсированием фильма занимается компания Spyglass Media Group. Рот вынужден был отказаться от досъёмок Borderlands, передав их Тиму Миллеру, чтобы стать режиссёром этого фильма.
В феврале 2023 года Патрик Демпси получил роль в фильме, а Эддисон Рэй — позднее в том же месяце. Джален Томас Брукс, Нелл Верлак и Майло Манхейм получили неизвестные роли.
Съёмки начались в Торонто 13 марта и завершились 5 мая 2023 года.
В марте 2023 года компания TriStar Pictures приобрела права на распространение фильма в мировом прокате.
Премьера фильма в США состоялась 17 ноября 2023 года.
Фильм появился на цифровых платформах 19 декабря 2023 года, а на Blu-ray и DVD выйдет 30 января 2024 года.

## Восприятие
Оуэн Глейберман в рецензии для Variety написал: «„День благодарения“ следует правилам жанра слэшеров, но он обладает более заряженной и развлекательно-гиперболической атмосферой, чем те, что были у этих фильмов раньше». Фрэнк Шек завершил свою положительную рецензию словами: «Временами кажется, что фильм слишком сильно напрягается для культового статуса, которого ему вряд ли удастся достичь. Но можно с уверенностью утверждать, что фильм будет крутиться, как индейка, на кабельных каналах и потоковых сервисах ещё не один День благодарения». Г. Аллен Джонсон из The San Francisco Chronicle поставил фильму один балл из четырех и написал: «„День благодарения“ мог бы стать отличным фильмом ужасов. Но это один из тех фильмов, где если вы видели трейлер, то вы уже видели фильм».

## Сиквел
В ноябре 2023 года Элай Рот объявил на своей странице в Instagram, что сиквел был одобрен и возможно выйдет в 2025 году.